# Corină
Corina este un compus heterociclic, un macrociclu care se regăsește în structura vitaminei B12. Denumirea sa provine din engleză core („nucleu” sau „centru”) și face referire la faptul că se află în centrul structural al acestei vitamine.

## Proprietăți
Corina este formată din patru unități pirolice, în mod similar cu nucleul porfinic.
Prin deprotonare, nucleul corinic este capabil să fixeze un atom de cobalt. În structura vitaminei B12, complexul coordinativ care rezultă în urma acestei reacții este legat și de un rest de benzimidazol substituit, iar al 6-lea situs este centrul catalitic.